# Alma Bennett
Alma Long (9 de abril de 1904-16 de septiembre de 1958), más conocida como Alma Bennett, fue una actriz estadounidense de la era del cine mudo. Actuó en 64 películas entre 1919 y 1931.

## Biografía
Alma Bennett nació como Alma Long el 9 de abril de 1904 en Seattle, siendo educada en San Francisco.
Bennett hizo su debut cinematográfico en un corto de 1919 llamado His Friend's Trip, protagonizada por Dorothy Phillips y William Stowell. Se especializó en el wéstern y los roles de mujer fatal. Apareciendo en películas como The Face on the Bar-Room Floor (1923), The Dawn of a Tomorrow (1924), A Fool and His Money (1925), protagonizada por Madge Bellamy, The Lost World (1925) y Orchids and Ermine (1927), protagonizada por Colleen Moore.
La última aparición de Bennett fue en un corto de 1931 llamado The Great Pie Mystery.
Alma Bennett falleció el 16 de septiembre de 1958 a los 54 años por razones desconocidas. Está enterrada en el Crematorio Chapel of the Pines.

## Filmografía
- Thieves' Clothes (1920)
- The Affairs of Anatol (1921)
- The Face on the Bar-Room Floor (1923)
- Three Jumps Ahead (1923)
- Man's Size (1923)
- Lilies of the Field (1924)
- Why Men Leave Home (1924)
- The Dawn of a Tomorrow (1924)
- Triumph (1924)
- The Cyclone Rider (1924)
- The Silent Watcher (1924)
- The Lost World (1925)
- The Light of Western Stars (1925)
- Don Juan's Three Nights (1926)
- The Silent Lover (1926)
- Brooding Eyes (1926)
- The Thrill Hunter (1926)
- Long Pants (1927)
- Orchids and Ermine (1927)
- The Grain of Dust (1928)
- The Head of the Family (1928)
- The Good-Bye Kiss (1928)
- Two Men and a Maid (1929)
- Painted Faces (1929)
- New Orleans (1929)
- My Lady's Past (1929)
- Midnight Daddies (1930)